# Dídim d'Alexandria (metge)
Dídim d'Alexandria (en llatí Didymus, en grec antic Δίδυμος) va ser un metge grec possiblement del segle iii, ja que és mencionat per Aeci i per Alexandre de Tralles o de Tral·les, que l'anomena σοφώτατος (molt savi).
Podria haver nascut a Alexandria i Suides diu que va escriure 15 llibres sobre agricultura. És citat entre els anomenats geoponici i, per tant, seria un dels autors de la Geopònica. Sembla que els seus llibres podrien haver existit encara al segle xvii.